# 童神
「童神」（わらびがみ）は、沖縄県の女性歌手、古謝美佐子（こじゃ みさこ）の歌。古謝の作詞、佐原一哉の作曲により、1997年に作られた。（天の子守唄）と副題がつくこともある。同年にプライベート盤CDが制作され、古謝のライブ会場限定で販売されている。古謝の代表曲であり、2001年にNHKの連続テレビ小説『ちゅらさん』で挿入歌として使用され、広く知られるようになった。2019年の映画『洗骨』の主題歌にも使用された。
夏川りみ、島袋寛子らがカバー・シングルを出すなど、沖縄県出身者を中心とする多くの歌手によって歌われている。

## 花*花のカバー
花*花によるカバーは、以下のディスクに収録されている。
- シングル『童神』（2002年）
  - 今帰仁酒造「琉球泡盛 美しき古里」のCMソングに使用された。
- アルバム『コモリウタ』（2003年） - 上記シングルから収録。
- ベスト・アルバム『FOOT PRINT〜花*花WORKS 2000-2003』（2003年） - 「in the room Ver.」として収録。
- ベスト・アルバム『2×20』（2020年） - 「U.F.O ver.」として収録。

### 花*花のシングル
花*花のシングル『童神』は、ULTRA FLOWER ORCHESTRA名義で、インディーズ7作目（通算15作目）のシングルとして2002年9月11日に発売された。
- 前作『LONELY GIRL』から約2か月での発売となる、アルバム『コモリウタ』からの先行シングルである。
- 『ずっと一緒に』以来8作ぶりとなるインディーズレーベルからの発売、また沖縄県限定での発売となった。
- オフィシャルサイトとオリコンチャートではシングル扱いになっているが、ワーナーミュージック・ジャパンのサイト[2]ではアルバム扱いになっている。

#### 花*花盤の収録曲
1. 童神
作詞：古謝美佐子／作曲：佐原一哉／編曲：清水信之
2. パラダイスひとりぼっち
作詞：古謝美佐子／作曲：佐原一哉
3. まつり
作詞：おおたか清流／作曲：福田裕彦
4. 曼珠沙華
作詞・作曲：佐藤泰司

## 夏川りみのカバー
夏川りみは「童神」をレパートリーとしてたびたびカバーしている。ディスク収録では以下のものが発売されている。
- ミニ・アルバム『南風』（2002年）  オリジナルのウチナーグチ・バージョン（沖縄方言の歌詞）を収録
- シングル「童神〜ヤマトグチ〜」（2003年） - 後述
- アルバム『RIMITs 〜ベスト・デュエット・ソングス〜』（2006年） - 古謝とのデュエットによる「童神 〜太陽・月バージョン〜」を収録

### 夏川りみのシングル
夏川りみのシングルは、『童神〜ヤマトグチ〜』のタイトルで2003年9月26日にビクターエンタテインメントからリリースされた。副題の通り、「童神」はヤマトグチ（日本語の標準語の歌詞）によるものが歌われている。
- 第45回日本レコード大賞金賞（大賞ノミネート作品）を受賞した。
- 田中亜弥がミュージック・ビデオに出演している。
- テレビ東京系ドラマ『白旗の少女』（2009年放送）のエンディング主題歌に用いられた。

#### 夏川りみ盤の収録曲
1. 童神〜ヤマトグチ〜
作詞：古謝美佐子／作曲：佐原一哉／編曲：京田誠一
2. ファムレウタ（子守唄）
作詞：新良幸人／作曲：上地正昭／編曲：京田誠一
3. 童神
編曲：吉川忠英
4. 童神〜ヤマトグチ〜（Instrumental Version）

## 島袋寛子のシングル
島袋寛子の『童神』は、2013年7月17日に15枚目のシングルとしてSONIC GROOVEからリリースされた。
- 芸名を本名に変更してからは初となる、約7年ぶりのソロシングルである。
- アルバム『私のオキナワ』からの先行リリース作品である。
- ジャケット・ミュージック・ビデオは沖縄で撮影された。
- タイトル曲はウチナーグチ・バージョン、ヤマトグチ・バージョンをそれぞれ収録している。
- カップリング収録の「てぃんさぐぬ花」は沖縄民謡である。

### 島袋寛子盤の収録曲

#### CD
1. 童神（ウチナーグチ／ピアノver.）
作詞：古謝美佐子／作曲：佐原一哉／編曲：栗本修
2. てぃんさぐぬ花（シングルver.）
沖縄民謡／編曲：YUKI "Jolly Roger"、YoYo（SOFFet）
3. 童神（ヤマトグチ／アンビエントver.）
作詞：古謝美佐子／作曲：佐原一哉／編曲：YUKI "Jolly Roger"
4. 童神（ウチナーグチ／ピアノver.）（Instrumental）
5. てぃんさぐぬ花（シングルver.）（Instrumental）
6. 童神（ヤマトグチ／アンビエントver.）（Instrumental）

#### DVD
1. 童神（ウチナーグチ／ピアノver.） 歌詞テロップ入り
2. 童神（ウチナーグチ／ピアノver.）
※同一映像、歌詞テロップなし

### 規格番号
- DVD付:AVCD-16370 ￥1,890
- CDのみ:AVCD-16371 ￥1,260

## 「みんなのうた」での放送
NHKの音楽番組『みんなのうた』で、2002年2月から3月に放送された。歌は山本潤子が担当した。山本は赤い鳥、ハイ・ファイ・セットとして番組に参加したことはあったが、ソロでの参加は本曲が初となった。番組での映像は沖縄出身のイラストレーターである仲地のぶひでが担当しており、使用されたイラストの一部である「山原や（ヤンバルヤ）」は仲地の公式ホームページから見ることができる。
「童神 〜天の子守唄〜」のタイトルで放送しており、番組冒頭のナレーションでは曲名を「天の子守唄」の部分まで読み上げるが、映像の最後に出るクレジットでは曲名を「童神」とのみ表記している。
シングルは2002年2月20日にソニー・ミュージックレコーズより発売され、他に沖縄方言で歌唱したバージョンとカラオケの計3曲が収録されている。番組関連のCDでは、2011年に発売された『NHKみんなのうた 50アニバーサリー・ベスト 〜大きな古時計〜』（2011年、ソニー・ミュージックダイレクト）にも収録されている。またケイエスクリエイトやキングレコードから発売された番組関連CDにも収録されているが、前者は並木のり子、後者はAKI、芹洋子によるカバー版である。キングレコード盤には「童神〜ヤマトグチ〜」のタイトルで収録されている。

## その他の主なカバー
- 王心凌 - 中国語詞。「飛吧」の題名でアルバム『Honey』に収録（2005年）。
- 城南海 - シングル『童神 〜私の宝物〜』（2010年、NHKドラマ10『八日目の蝉』主題歌）。
- RYOEI - アルバム『てぃんがーら』に収録（2011年）。
- 上間綾乃 - アルバム『はじめての海』に収録（2014年）。

その他、加藤登紀子、SISTER KAYA、EXILE ATSUSHIらによってカバーされる。